# ADC Airlines
ADC Airlines era uma empresa aérea da Nigéria.

## Frota

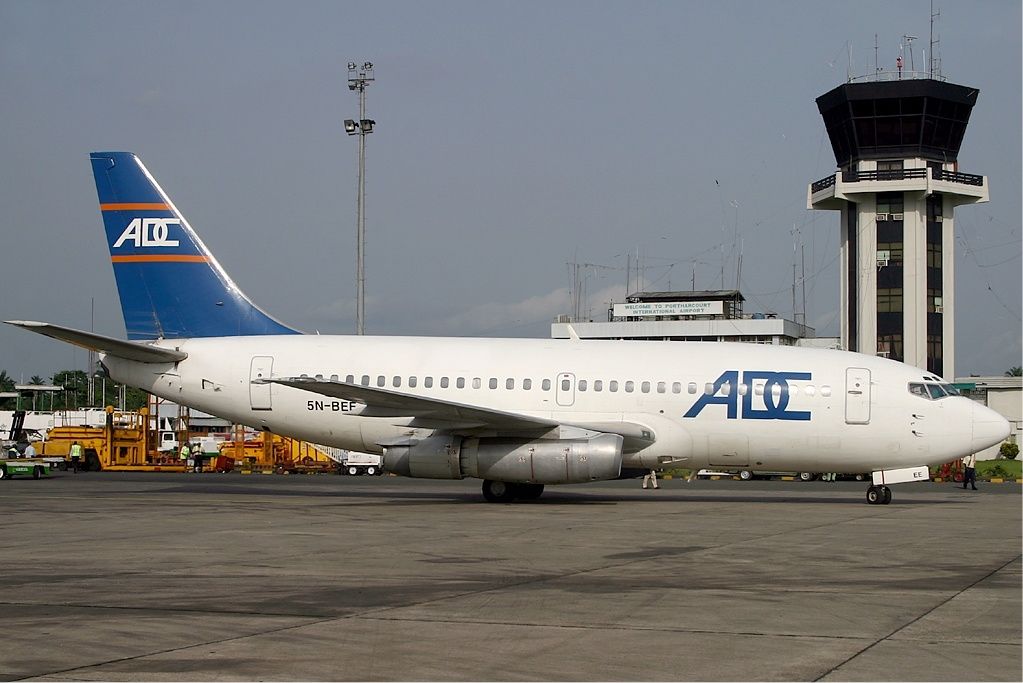
Boeing 737-200 da ADC Airlines.

Em outubro de 2006.
- 3 Boeing 737-200

## Acidentes e incidentes
- Voo ADC Airlines 86 - 7 de novembro de 1996
- Voo ADC Airlines 53 - 29 de outubro de 2006